# Кубок вызова МХЛ 2025
Кубок вызова МХЛ 2025 — двенадцатый в истории Кубок вызова Молодёжной хоккейной лиги, который состоялся 1 февраля 2025 в Новосибирске в «Сибирь-Арене» и завершился победой команды «Запад» со счётом 7:4.

## Составы команд
| Сборная Востока | Сборная Востока | Сборная Востока   | Сборная Востока    | Сборная Запада | Сборная Запада | Сборная Запада     | Сборная Запада     |
| --------------- | --------------- | ----------------- | ------------------ | -------------- | -------------- | ------------------ | ------------------ |
| №               | Гр.             | Фамилия Имя       | Команда            | №              | Гр.            | Фамилия Имя        | Команда            |
| Вратари         |                 |                   |                    |                |                |                    |                    |
| 30              | Россия          | Никита Новосёлов  | Авто               | 30             | Россия         | Ярослав Кузьменко  | МХК Спартак        |
| 61              | Россия          | Сергей Долгов     | Омские Ястребы     | 64             | Россия         | Пётр Андреянов     | Красная Армия      |
| Защитники       |                 |                   |                    |                |                |                    |                    |
| 8               | Россия          | Кирилл Горбунов   | Ладья              | 18             | Беларусь       | Константин Волочко | Динамо-Шинник      |
| 18              | Беларусь        | Максим Глинский   | Чайка              | 28             | Россия         | Иван Патрихаев     | Красная Армия      |
| 19              | Казахстан       | Бейбарыс Оразов   | Снежные Барсы      | 39             | Россия         | Леонид Зилев       | Локо               |
| 44              | Россия          | Вячеслав Шевцов   | Мамонты Югры       | 52             | Россия         | Виталий Пестерев   | Алмаз              |
| 62              | Россия          | Геннадий Наумов   | Ирбис              | 53             | Россия         | Никита Тюрин       | МХК Спартак        |
| 69              | Россия          | Арсений Кухно     | Сибирские Снайперы | 67             | Россия         | Матвей Шуравин     | Красная Армия      |
| 71              | Россия          | Рашит Самигуллин  | Ирбис              | 87             | Россия         | Семён Фёдоров      | Академия Михайлова |
| 91              | Россия          | Максим Сахаров    | Мамонты Югры       | 88             | Беларусь       | Александр Яценко   | Динамо-Шинник      |
| Нападающие      |                 |                   |                    |                |                |                    |                    |
| 9               | Россия          | Егор Колесников   | МХК Молот          | 15             | Россия         | Яромир Ермаков     | Академия Михайлова |
| 23              | Россия          | Егор Климович     | Сибирские Снайперы | 16             | Россия         | Максим Филимонов   | Атлант             |
| 28              | Россия          | Булат Ахсянов     | Толпар             | 17             | Россия         | Артём Бондарь      | МХК Динамо Мск     |
| 51              | Россия          | Даниэль Куляш     | Авто               | 21             | Россия         | Вадим Дудоров      | Локо               |
| 57              | Россия          | Никита Телегин    | Белые Медведи      | 22             | Россия         | Матвей Максимов    | МХК Динамо Мск     |
| 58              | Россия          | Егор Ядыкин       | Омские Ястребы     | 26             | Россия         | Никита Мыльников   | Крылья Советов     |
| 83              | Россия          | Степан Горбунов   | Белые Медведи      | 47             | Россия         | Никита Недопёкин   | СКА-1946           |
| 84              | Россия          | Михаил Фёдоров    | Стальные Лисы      | 71             | Россия         | Матвей Короткий    | СКА-1946           |
| 87              | Россия          | Денис Сорокин     | Мамонты Югры       | 74             | Россия         | Роман Лутцев       | Локо               |
| 88              | Россия          | Николай Хворов    | Омские Ястребы     | 76             | Россия         | Сергей Лукьянцев   | МХК Спартак        |
| 97              | Россия          | Андрей Матюшин    | Белые Медведи      | 77             | Россия         | Герман Шуленин     | Академия Михайлова |
| 98              | Россия          | Малик Саберзянов  | Ирбис              | 91             | Россия         | Игнат Лутфуллин    | СКА-1946           |
| Тренеры         |                 |                   |                    |                |                |                    |                    |
|                 | Россия          | Виталий Черночуб  | Омские Ястребы     |                | Россия         | Александр Барков   | МХК Спартак        |
|                 | Россия          | Максим Овчинников | Ирбис              |                | Россия         | Герман Титов       | СКА-1946           |
|                 | Россия          | Дмитрий Бурлуцкий | Мамонты Югры       |                | Беларусь       | Андрей Михалёв     | Динамо-Шинник      |

«Жирным» выделены хоккеисты, выбранные в стартовые пятёрки.

## Ход игры
| 1 февраля 2025 | Восток | 4 : 7 (2:3, 2:2, 0:2) | Запад | «Сибирь-Арена», Новосибирск Зрителей: 10 378 |

| Отчёт                                                                                                   | Отчёт                                                             | Отчёт | Отчёт                        | Отчёт                                                                                        |
| --- | ----------------------------------------------------------------- | --- | ---------------------------- | -------------------------------------------------------------------------------------------- |
| |                                                                   | |                              |                                                                                              |
| | Долгов (30:26, Новосёлов)                                         | Вратари | Кузьменко (31:08, Андреянов) | Судьи: Главные: Кондратьев (Новосибирск) Фатеев (Наро-Фоминск) Линейные: Игнатьев Хабибуллин |
| | Голы:                                                             | |                              | Судьи: Главные: Кондратьев (Новосибирск) Фатеев (Наро-Фоминск) Линейные: Игнатьев Хабибуллин |
| Фёдоров (Телегин) 09:34 Ахсянов (Сорокин) 16:22 Глинский (Матюшин) 33:34 Климович (Фёдоров) 36:26 (5х4) | 0 : 1 0 : 2 1 : 2 1 : 3 2 : 3 2 : 4 2 : 5 3 : 5 4 : 5 4 : 6 4 : 7 | Короткий (Лукьянцев, Пестерев) 07:19 Филимонов 07:44 Короткий (Шуленин, Фёдоров) 12:59 Бондарь 31:46 (Б) Короткий (Лукьянцев, Яценко) 32:02 Лутцев (Филимонов, Дудоров) 46:26 Максимов (Андреянов) 55:51 |                              | Судьи: Главные: Кондратьев (Новосибирск) Фатеев (Наро-Фоминск) Линейные: Игнатьев Хабибуллин |
| |                                                                   | |                              | Судьи: Главные: Кондратьев (Новосибирск) Фатеев (Наро-Фоминск) Линейные: Игнатьев Хабибуллин |
| |                                                                   | |                              | Судьи: Главные: Кондратьев (Новосибирск) Фатеев (Наро-Фоминск) Линейные: Игнатьев Хабибуллин |
| |                                                                   | |                              | Судьи: Главные: Кондратьев (Новосибирск) Фатеев (Наро-Фоминск) Линейные: Игнатьев Хабибуллин |
| 8 мин                                                                                                   | Штраф                                                             | 8 мин |                              | Судьи: Главные: Кондратьев (Новосибирск) Фатеев (Наро-Фоминск) Линейные: Игнатьев Хабибуллин |
| |                                                                   | |                              |                                                                                              |
| | 36                                                                | Броски | 25                           |                                                                                              |